# Mankî, Lebedîn
Mankî (în ucraineană Маньки) este un sat în comuna Holubivka din raionul Lebedîn, regiunea Sumî, Ucraina.

## Demografie
Componența lingvistică a localității Mankî
     Ucraineană (100%)
Conform recensământului din 2001, toată populația localității Mankî era vorbitoare de ucraineană (100%).